# جون بيرسون (لاعب كرة قدم سويدي)
جون بيرسون (بالسويدية: Jon Persson)‏ هو لاعب كرة قدم سويدي، ولد في 31 مايو 1976 في ستوكهولم في السويد. لعب مع نادي يورغوردينس.

## وصلات خارجية
- جون بيرسون على موقع قاعدة بيانات كرة القدم.إي يو (الإنجليزية)